# Sainte-Agathe-des-Monts
Sainte-Agathe-des-Monts är en stad (kommun av typen ville) i provinsen Québec i Kanada. Den ligger i regionen Laurentides, i den sydöstra delen av landet, 130 km nordost om huvudstaden Ottawa.
Från folkräkningen 2016 ingår stadens tätbebyggelse i tätorten (centre de population) Sainte-Agathe-des-Monts - Val-David, men den tidigare separata tätorten särredovisas också fortsättningsvis. Antalet invånare vid folkräkningen 2021 var 11 211 i kommunen och 6 740 i den tidigare tätorten.